# Шарл Кро
Шарл Кро (фр. Charles Cros; Фабрезан, 1. октобар 1842 — Париз, 9. август 1888) је француски проналазач и песник. Поставио је теоријско решење палеофона и решење проблема фотографије у боји. Ипак, он је умро у сиромаштву и никада није био признат, због више утицајних и боље финансираних конкурената. Он је својим теоријским радом дао велики допринос примени снимања звука. У француској постоји академија и музеј у част овом великану.

## Биографија
Рођен је 1842. у Фабрезану, Пиринеји, од оца филозофа и правника. Шарл је имао два старија брата, Антониа који је био доктор и Хенрија, по струци вајар. Од детињства показује интересовање за различите области знања. Радио је као учитељ музике и сликања, студирао је медицину и проучавао теологију. Од 1863. године бавио се књижевношћу и техничким проналасцима. Шарл је волео боемски, париски живот и у тим тренуцима провода упознао је девојку којој је посветио велики део свог живота - Нина де Виар. 1867. на светској изложби у Паризу представио је аутоматски телеграф. Са 27 година, Чарлс је објавио научни рад под називом „Генерално решење проблема фотографије у боји” и „Преглед могућих веза са планетама”. 1877. послао је Академији наука у Француској научни рад за машину палеофон - један од претходних уређаја грамофона. Ову идеју је смислио пре Едисона. После раскида са Нином, оженио је се са Мери Хиардемал, са којом је имао два сина. Умро је у Паризу 1888. године.

## Поезија
- Le Coffret de santal (1873 and 1879)
- Plainte (1873)
- Le Fleuve (1874)
- La Vision du Grand Canal des Deux Mers (1888)
- Le Collier de griffes (posthumous, 1908)